# آرثر ماير (عالم نبات)
آرثر ماير (بالألمانية: Arthur Meyer)‏ هو عالم نبات ألماني، ولد في 1850، وتوفي في 1922.